# Kilpedder
Kilpedder est un village du comté de Wicklow en Irlande.
Sa population était de 1,255 habitants en 2016.